# Konstantin Alexandrovitj Clodt von Jürgensburg
Konstantin Alexandrovitj Clodt von Jürgensburg (ryska: Константин Александрович Клодт фон Юргенсбург), född  5 mars 1868 i Znamenskoje i Orjol oblast, död 28 augusti 1928 i Kasli i Tjeljabinsk oblast, var en rysk målare och skulptör. Under sitt senare liv kallades han oftast bara Konstantin Alexandrovitj Klodt.

## Biografi

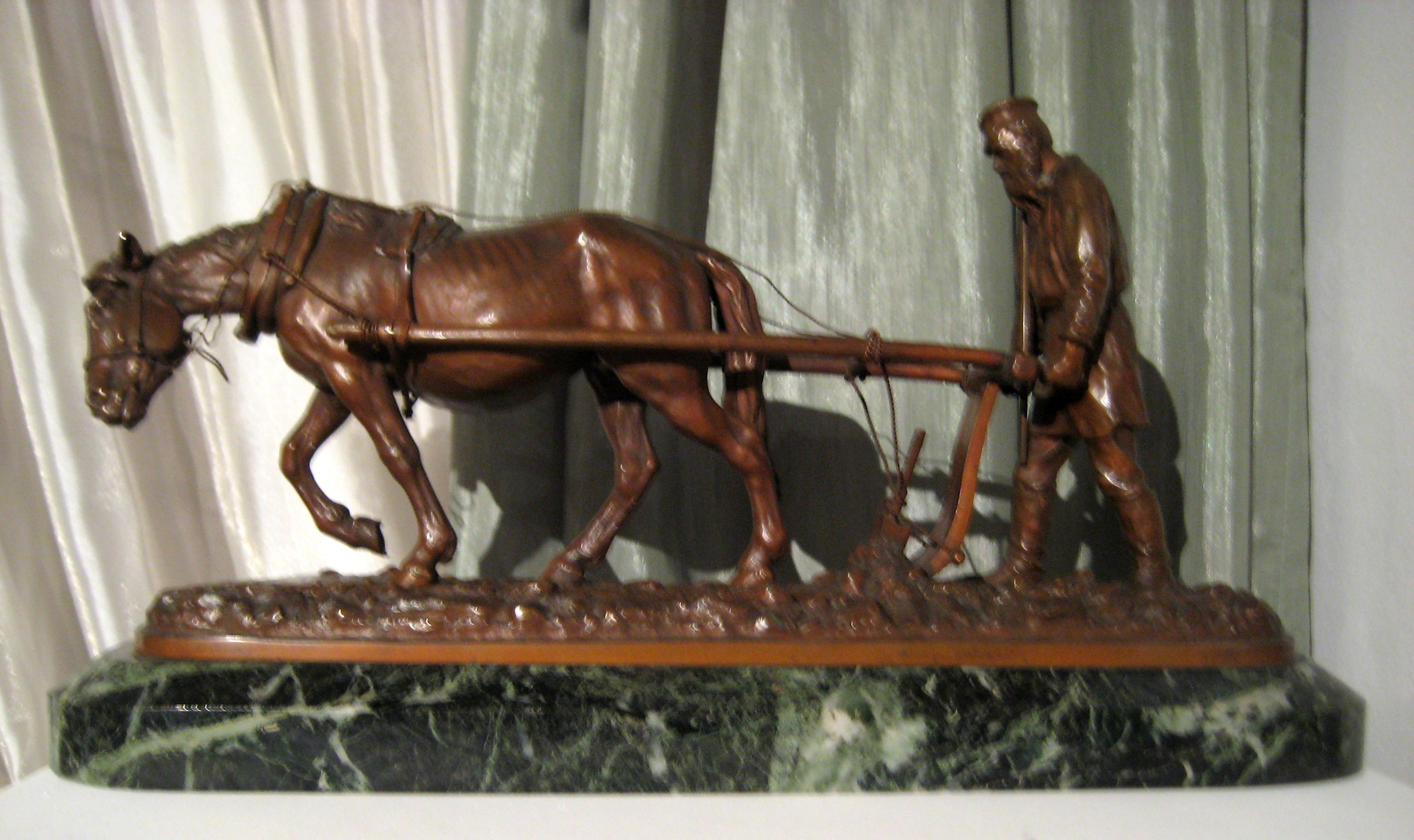
Leo Tolstoj som bonde, skulptur av Konstantin Alexandrovitj Klodt från 1899.

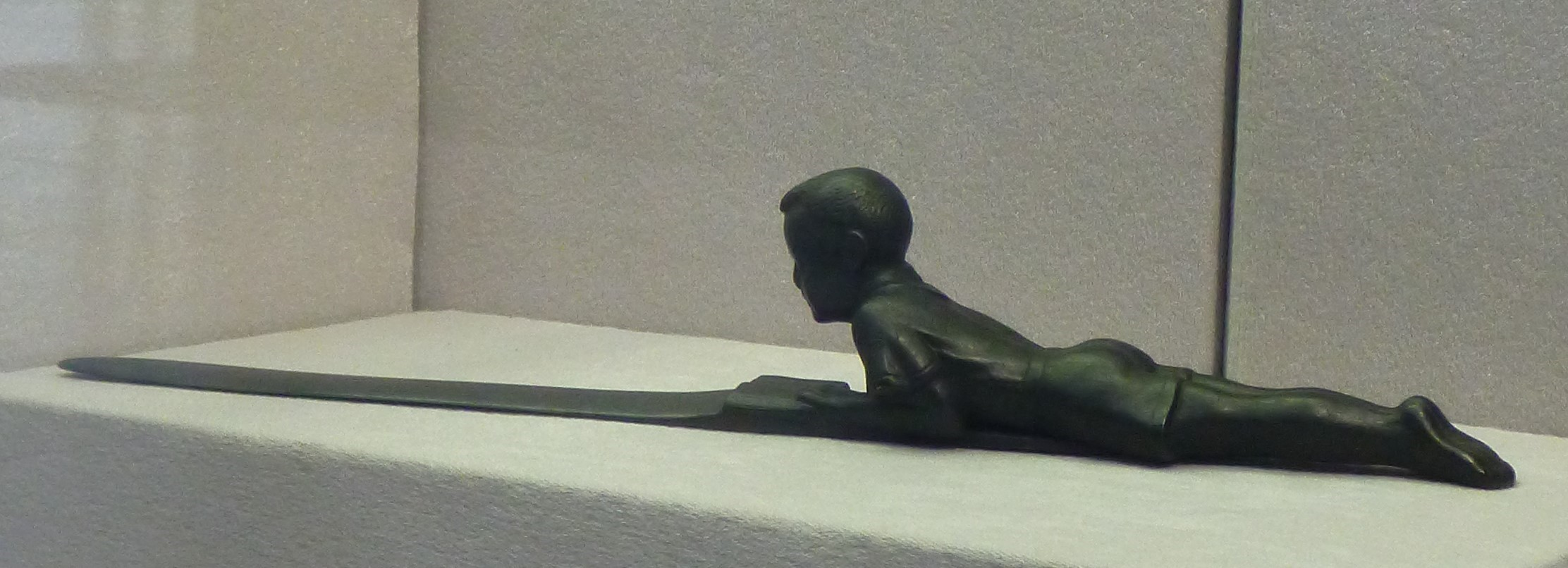
Brevkniv skulpterad av Konstantin Alexandrovitj Klodt.

Konstantin Clodt von Jürgensburg tillhörde den konstnärliga släkten Clodt von Jürgensburg. Han var son till majoren Alexander Clodt von Jürgensburg (1840-1872) och dennes kusin och fru, Vera Clodt von Jürgensburg (född 1844). Hans båda bröder Nikolaj Clodt von Jürgensburg och Eugenij Clodt von Jürgensburg var också konstnärer. Hans morfar Peter Clodt von Jürgensburg var skulptör och målaren Michail Petrovitj Clodt von Jürgensburg hans morbror. Generalen och gravören Konstantin Clodt von Jürgensburg var hans farfar och målaren Michail Konstantinovitj Clodt von Jürgensburg och Elisabeth Järnefelt var hans farbror respektive faster.
Konstantin utbildade sig i skulptur på Moskvas högskola för måleri-, skulptur- och arkitektur 1883-1892, och fick därefter stipendier att fortsätta sin utbildning utomlands tillsammans med skulptören Sergey Konyonkov. Konstantin arbetade under en tid på firman Fabergé och var också oregelbundet elev för Vladimir Aleksandrovitj Beklemisjev (1861-1920) på Kejserliga Konstakademien 1897-1898. År 1898 verkade han som skulpturlärare på konsthögskolan i Penza. 
Från 1921 och fram till sin död 1928 arbetade han som skulptör för Kasli järngjuteri, och var där med och skapade ett hjältemonument över dem som dog under revolutionen, som sattes upp på fabriksområdet i Kasli. Baserad på detta monument gjordes enskilda skulpturer för orterna Zlatoust, Verchnij Ufalej, Lysva och Sysert.